# Objekt 279
Objekt 279 byl prototyp sovětského těžkého tanku vyvinutý roku 1959. Vývoj tanku probíhal v Kirovově závodě v Leningradu pod vedením inženýra Lva Sergejeviče Trojanova.[zdroj?]

## Technický popis
Tank se vyznačoval velice silnou pancéřovou ochranou schopnou odolat i nukleárním útokům.[zdroj?] Pohyboval se na čtyřech pásech, díky čemuž mohl projet i velmi těžkým terénem. Díky dieselovému motoru o výkonu 1000 koňských sil se dokázal pohybovat rychlostí až 55 km/h, dojezd činil až 300 km. Osádku tvořili 4 muži (řidič, nabíječ, střelec, velitel). Hlavní výzbroj tvořil 130 mm kanón  M-65, vedlejší výzbroj tvořil kulomet ráže 14,5 mm KPV.
Byly vyrobeny pouze 3 prototypy, k sériové výrobě z důvodu vysokých nákladů nedošlo.[zdroj?] Jediný dochovaný exemplář můžeme najít v ruském tankovém muzeu v Kubince.